# Grand Prix de Plumelec-Morbihan 2010
La 34e édition du Grand Prix de Plumelec-Morbihan a eu lieu le 29 mai 2010. La course fait partie du calendrier UCI Europe Tour 2010 en catégorie 1.1. Elle est la septième épreuve de la Coupe de France 2010.

## Classement final
|    | Coureur           | Équipe                  |    | Temps           |
| -- | ----------------- | ----------------------- | -- | --------------- |
| 1  | Wesley Sulzberger | La Française des Jeux   | en | 4 h 23 min 41 s |
| 2  | Renaud Dion       | Roubaix Lille Métropole | +  | 41 s            |
| 3  | Stéphane Augé     | Cofidis                 | +  | 44 s            |
| 4  | Pierrick Fédrigo  | Bbox Bouygues Télécom   | +  | 48 s            |
| 5  | David Le Lay      | AG2R La Mondiale        | +  | 52 s            |
| 6  | Maxime Méderel    | BigMat-Aubervilliers 93 | +  | 1 min 9 s       |
| 7  | Sébastien Duret   | Bretagne-Schuller       | +  | 1 min 19 s      |
| 8  | Brice Feillu      | Vacansoleil-DCM         | +  | 2 min 13 s      |
| 9  | Pierre Rolland    | Bbox Bouygues Télécom   | +  | 3 min 31 s      |
| 10 | Laurent Pichon    | Bretagne-Schuller       | +  | 3 min 34 s      |